# Fuji Gotemba Jōryūsho
Fuji Gotemba Jōryūsho (jap. 富士御殿場蒸溜所, dt. „Fuji-Gotemba-Destillerie“) ist eine japanische Whiskybrennerei. Sie liegt in der Stadt Gotemba auf 620 Meter Höhe am Fuße des Fuji und gehört zum japanischen Kirin-Konzern.
Fuji Gotemba wurde inmitten des japanischen Whiskybooms in den 1970ern als Kooperation von Kirin, Seagram, Four Roses und Chivas Regal gegründet. Es ist damit die einzige japanische Destillerie, die zumindest zeitweise auch einen ausländischen Eigentümer hatte.
Den Standort wählten die Konzerne, da er ihnen klimatisch ähnlich zu Schottland erschien. Seit 2002 betreibt Kirin die Destillerie alleine. Die Anlage kann bis zu zwölf Millionen Liter Whisky im Jahr produzieren und verfügt über eine eigene Abfüllanlage und Küferei.
Die Anlage verfügt vier Brennblasen sowie drei verschiedene Anlagen zur kontinuierlichen Destillation. Die Brennblasen dienen zur Erzeugung des Single-Malts. In ihrer Form ähneln sie den Brennblasen im schottischen Strathisla – diese Destillerie gehörte, als Fuji Gotemba gegründet wurde, zum Miteigentümer Seagrams. In den anderen Anlagen werden verschiedene Grain Whiskies hergestellt, aus denen die Brennerei ihre Blends produziert. Die Brennerei nutzt unterirdisches Wasser vom Fuji für den Brand. Die Anlage benutzt vier verschiedene Arten Malz, die unter anderem unterschiedlich stark getorft sind, und folgt der japanischen Tradition, die Fermentation bei kühlen Temperaturen über einen längeren Zeitraum ablaufen zu lassen. Gelagert werden die Whiskies in fünf Lagerhäusern bei der Brennerei in Fässern aus amerikanischer Eiche. Durch die Höhenlage herrscht eine Durchschnittstemperatur von nur 13 Grad und häufig Nebel.
Die Whiskies, die bei Fuji Gotemba hergestellt werden, sind der Single-Malt-Whisky:
- Fuji Sanroku Single Malt Aged 18 Years (富士山麓 シングルモルト18年)[5]

sowie die blended Whiskies:
- Fuji Sanroku Sonjuku 50° (富士山麓 樽熟50°)[6]
- Robert Brown[7]
- Boston Club[8]
- Ocean Lucky Gold[9]
- Evermore.[3]